# Cikote (Pakrac)
Cikote su naselje u Republici Hrvatskoj u Požeško-slavonskoj županiji, u sastavu grada Pakraca.

## Zemljopis
Cikote se nalaze istočno od Pakraca, na sjevernim obroncima Psunja.

## Stanovništvo
Prema popisu stanovništva iz 2011. godine Cikote su imale 7 stanovnika.
| broj stanovnika | 241   | 288   | 236   | 250   | 243   | 291   | 234   | 278   | 262   | 267   | 230   | 173   | 117   | 68    | 8     | 7     | 10    |
|                 | 1857. | 1869. | 1880. | 1890. | 1900. | 1910. | 1921. | 1931. | 1948. | 1953. | 1961. | 1971. | 1981. | 1991. | 2001. | 2011. | 2021. |